# Hélène Schleck
Hélène Schleck (ur. 13 maja 1986 w Strasburgu we Francja) – francuska siatkarka, grająca jako atakująca. Obecnie występuje w drużynie Gazélec Béziers Volley-Ball.

## Kluby
| Klub                        | Kraj    | Od        | Do        |
| USSP Albi Volley-Ball       | Francja | 2005–2006 | 2009–2010 |
| Evreux VB                   | Francja | sty 2010  | maj 2011  |
| Gazélec Béziers Volley-Ball | Francja | 2010–2011 | 2010–2011 |